# Joel Reyes
Joel Antonio Reyes Zúñiga (Peñaflor (Santiago del Cile), 8 aprile 1972) è un ex calciatore cileno, di ruolo centrocampista.